# 派恩斯島溪鱂
派恩斯島溪鱂，為輻鰭魚綱鯉齒目鰕鱂亞目溪鱂科的其中一種，為熱帶淡水魚，分布於中美洲古巴松树島淡水流域，體長可達6公分，棲息在沙石底質、水質清澈且植被生長的溪流底中層水域，生活習性不明。

## 擴展閱讀
維基物種上的相關：派恩斯島溪鱂